# Rouïba
Rouiba là một đô thị thuộc tỉnh Alger, Algérie. Dân số thời điểm năm 2002 là 49.881 người.